# Carmen Carrozza
Carmen Carrozza (20 de julio de 1921 - 17 de junio de 2013) fue una de las mejores acordeonistas de orquesta de los Estados Unidos, antes de retirarse de la música después de sufrir un derrame cerebral.
Nació en el pueblo de Solano Reggio di Calabria, Calabria, Italia el 20 de julio de 1921 y emigró a los Estados Unidos con su familia a los 9 años, instalándose en la "Golden House" en Chappaqua, Nueva York. Tocaba el piano y el violín, pero pronto se enamoró de la flexibilidad del acordeón, y de cómo podría encajar en una orquesta o como sonaría como solista en una orquesta.
Carrozza fue alumno de Pietro Deiro, que fue uno de los pioneros del acordeón en los Estados Unidos. Actuó como solista con la Orquesta Pops de Boston, bajo la dirección de Arthur Fiedler, la Orquesta Sinfónica de Cincinnati, Buffalo Philharmonic Orchestra y la Orquesta Sinfónica Nacional (Estados Unidos) en el Kennedy Center (Washington D. C.). También tuvo apariciones con la Filarmónica de Nueva York bajo la dirección de André Kostelanetz, cuando se estrenó el "Rubaiyat", escrito por Alan Hovhaness y narrado por Douglas Fairbanks, Jr. en Washington D. C. y para el exalcalde de Nueva York John Lindsay en Nueva York.
Dio conciertos por toda Europa y se presentó con una medalla de oro de Italia, después de una destacada actuación en el Teatro di Pavia. Uno de los puntos álgidos de la distinguida carrera de Carrozza fue un concierto en el Town Hall de Nueva York, dónde se llevan a cabo todos los trabajos originales de acordeón por parte de muchos compositores norteamericanos destacados como Robert Russell Bennett, Paul Creston, Virgil Thompson y muchos otros.
Carrozza se retiró de las giras en los años 1980, pero en el verano de 1994 fue llamada de nuevo para actuar, tocando durante tres semanas en festivales con Jörgen Sundeqvist en Suecia.
Carrozza fue presidenta de la Asociación de Acordeonistas Americanos (AAA), una organización nacional dedicada al desarrollo del acordeón. Continuó promoviendo el acordeón a través de talleres educativos en las escuelas, universidades y estudios particulares de música hasta su muerte. Además, era la directora de la Escuela de Westchester Yorktown Norte. Hasta su muerte, residió en Thornwood, Nueva York con su esposo Jean. Tuvo dos hijos mayores, Carmen y Marianne.